# Rhododendron ferrugineum
Rhododendron ferrugineum är en ljungväxtart som beskrevs av Carl von Linné. Rhododendron ferrugineum ingår i släktet rododendron, och familjen ljungväxter. Inga underarter finns listade i Catalogue of Life.

## Bildgalleri

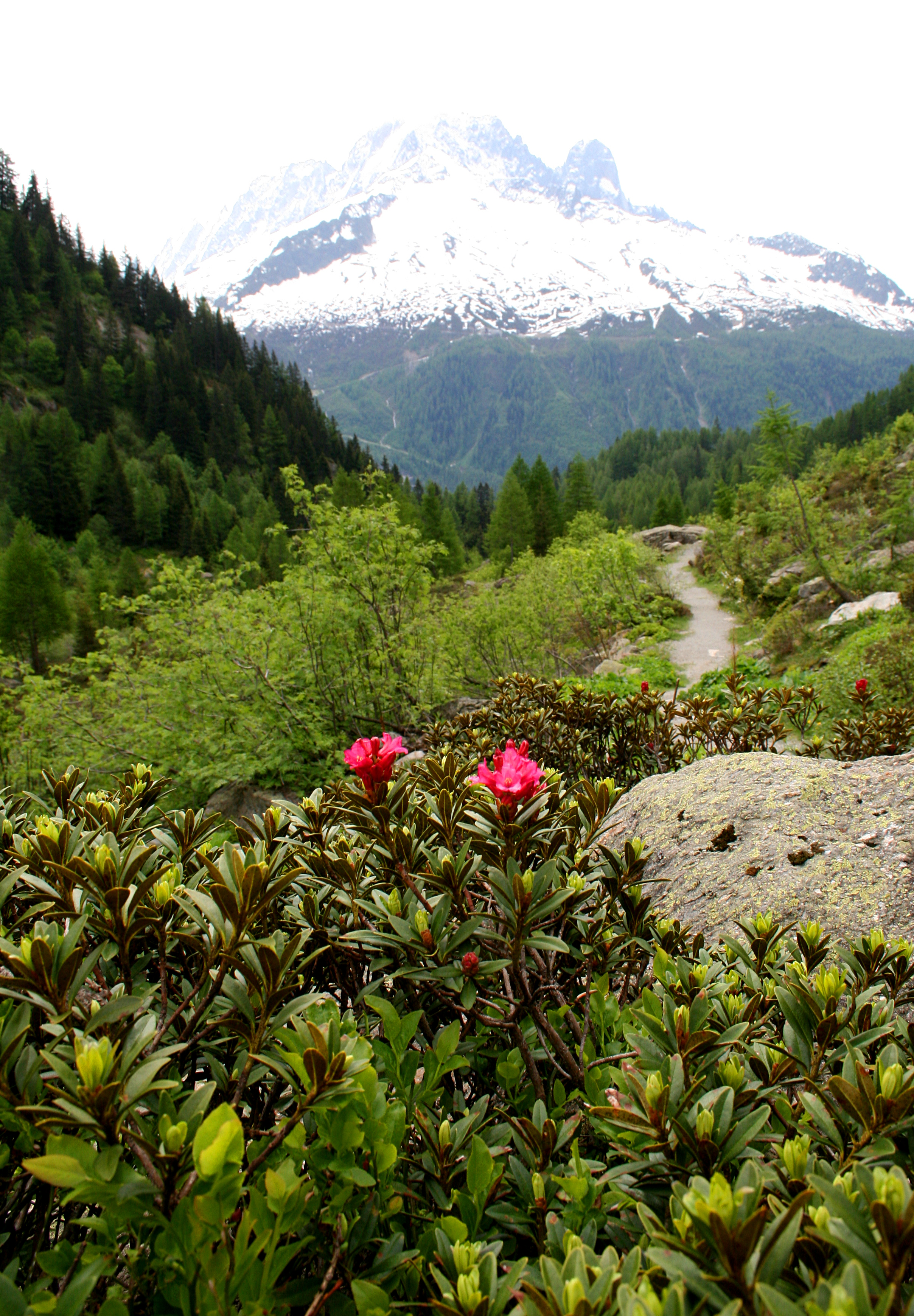
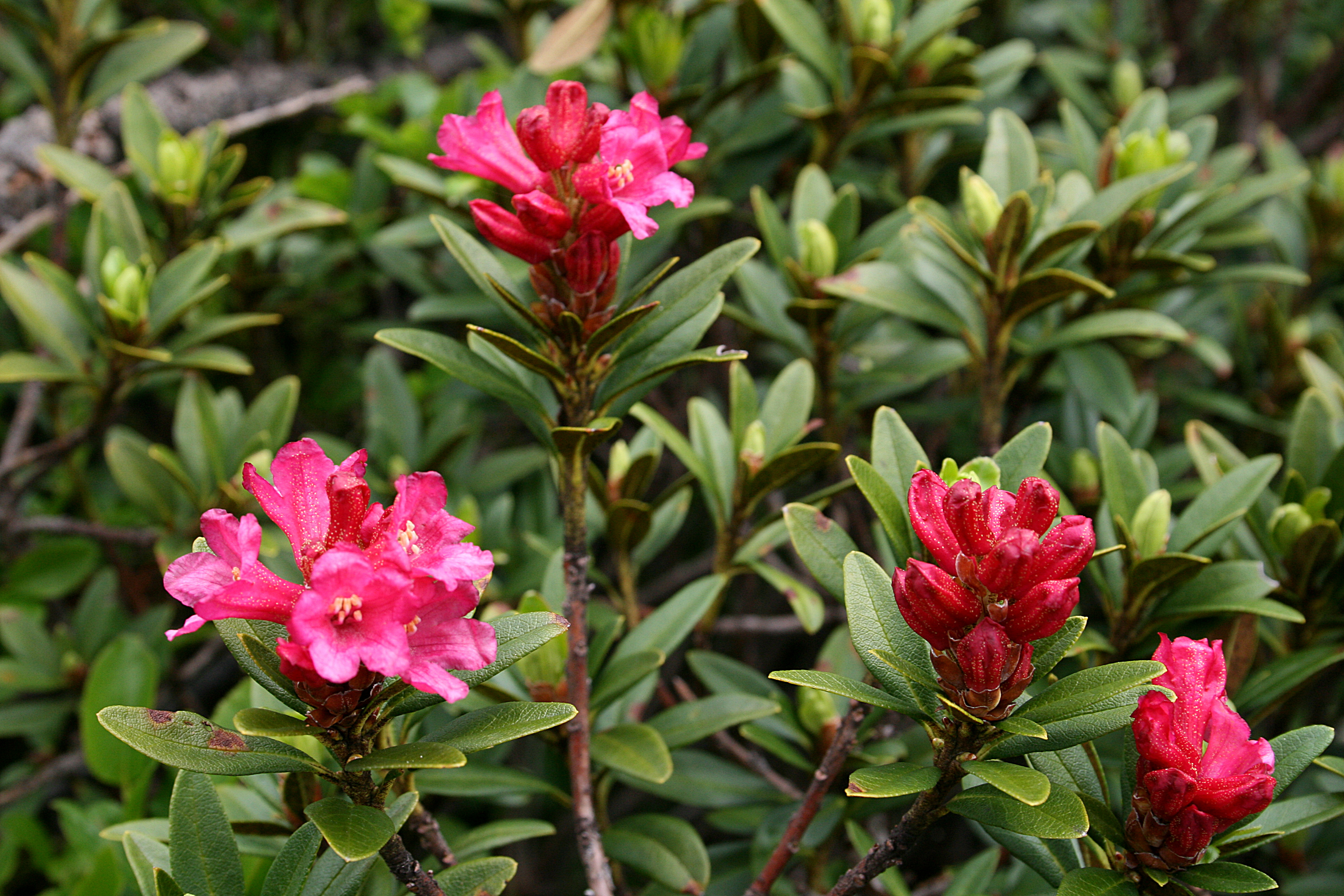
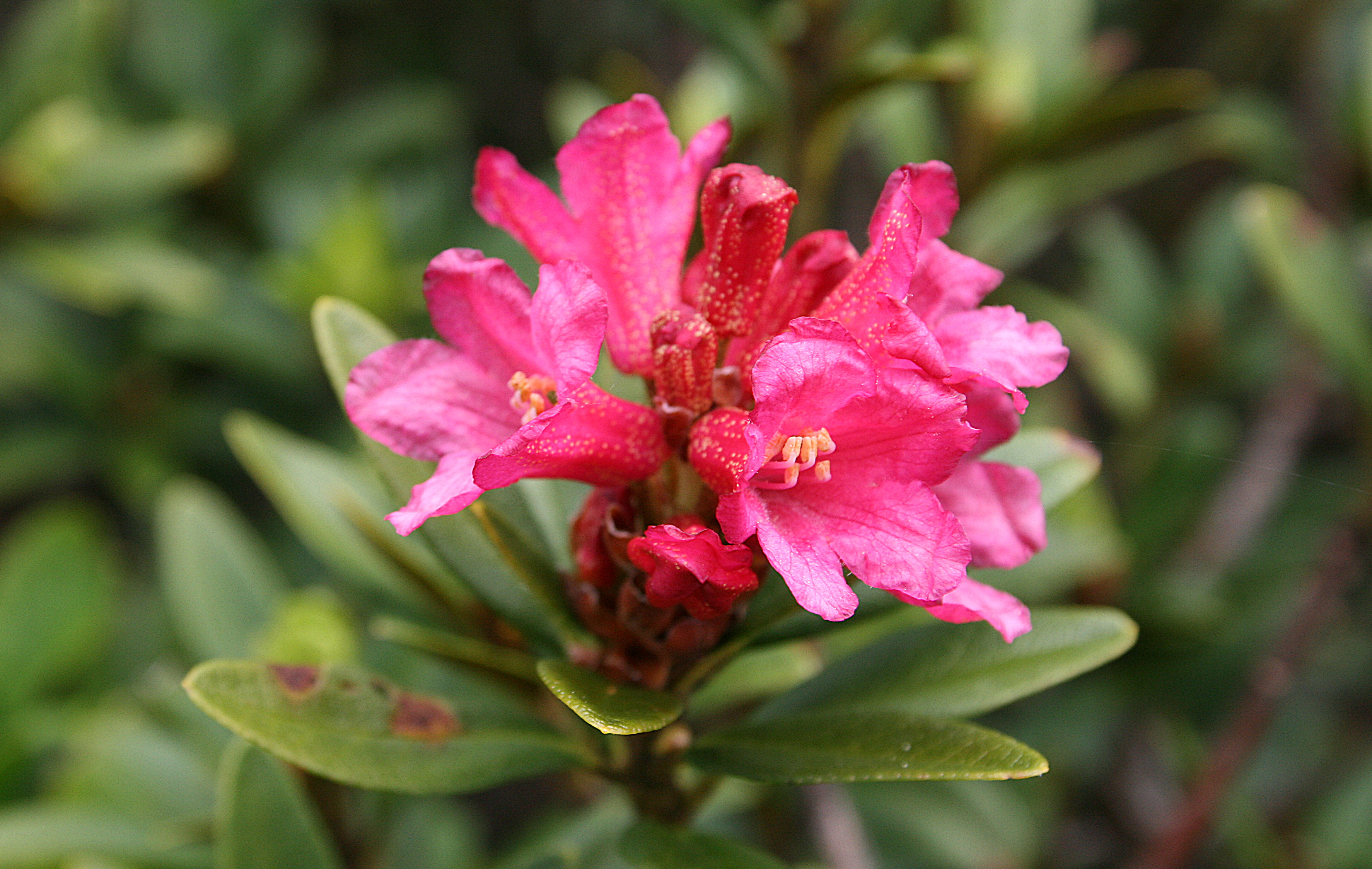
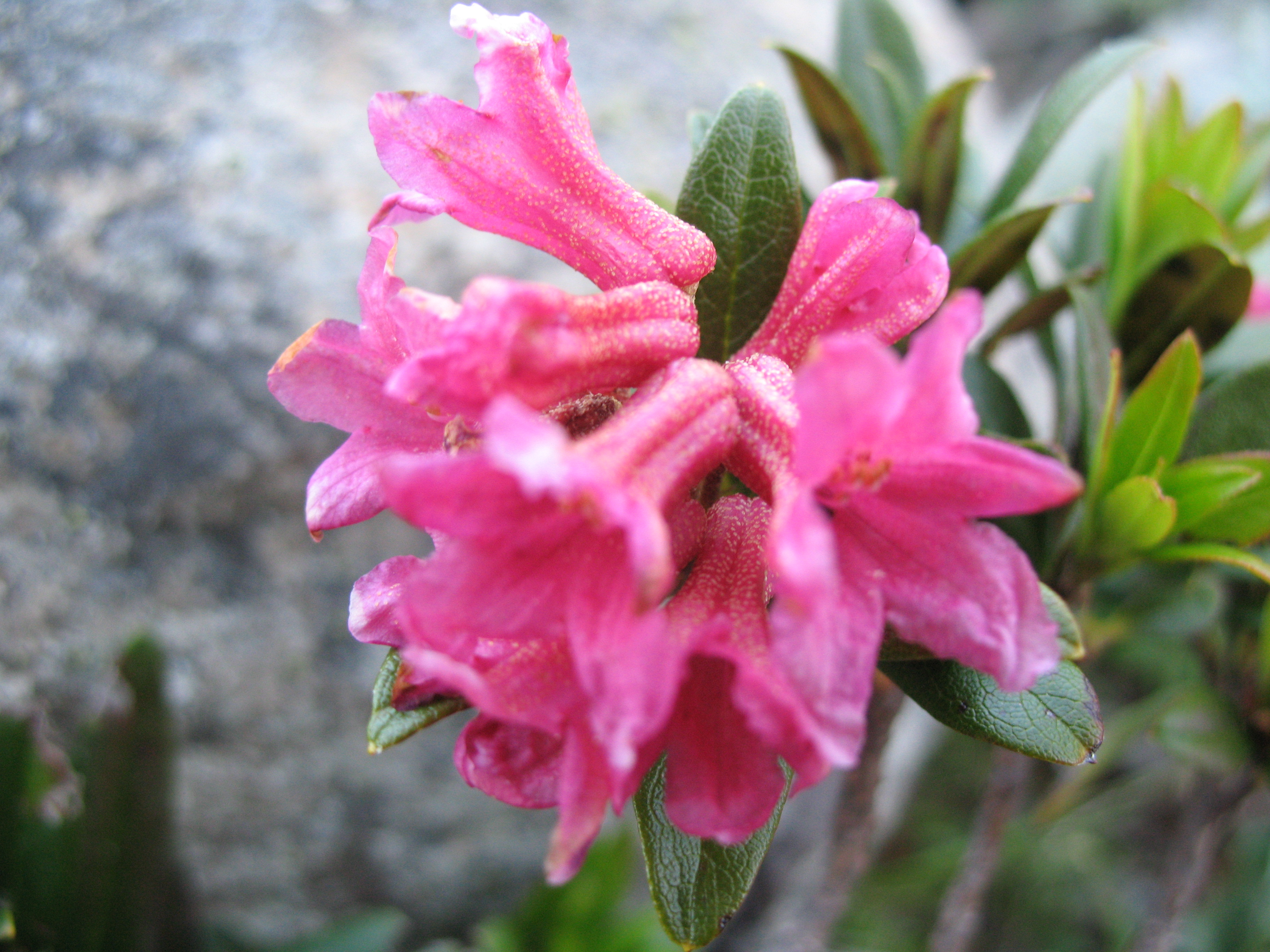
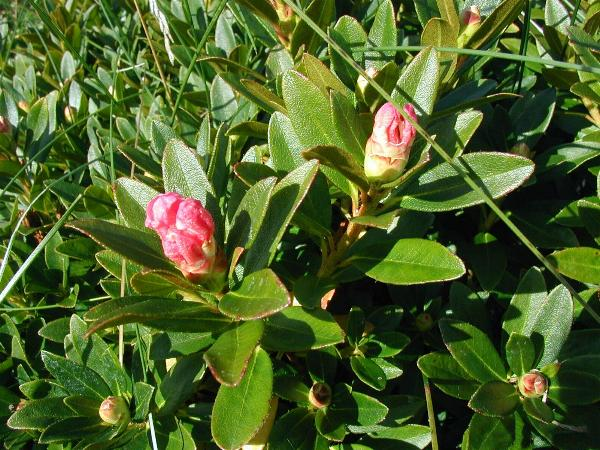
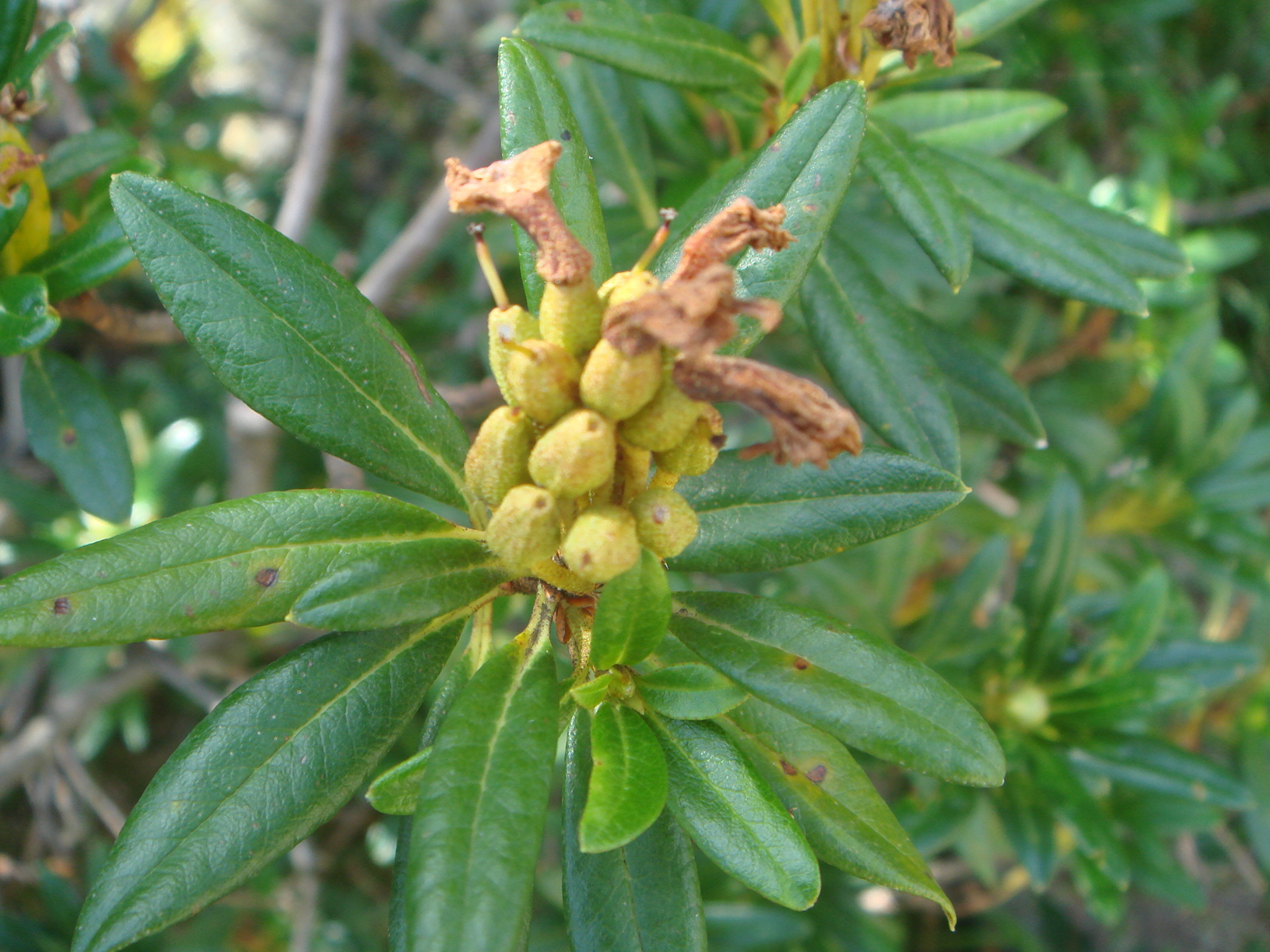